# Carpenter Lake
Carpenter Lake är en sjö i Kanada.   Den ligger i provinsen British Columbia, i den sydvästra delen av landet, 3 500 km väster om huvudstaden Ottawa. Carpenter Lake ligger 631 meter över havet. Arean är 50 kvadratkilometer. Den sträcker sig 16,3 kilometer i nord-sydlig riktning, och 43,4 kilometer i öst-västlig riktning.
Trakten runt Carpenter Lake är nära nog obefolkad, med mindre än två invånare per kvadratkilometer.